# Monténégro aux Jeux olympiques
La participation du Monténégro aux Jeux olympiques commence lors des Jeux d'été de 1920 à Anvers, sous les couleurs de la Yougoslavie (Code CIO : YUG) dont le Monténégro est alors une république constitutive. Après les indépendances successives de la Croatie, de la Slovénie puis de la Bosnie-Herzégovine, la République fédérale de Yougoslavie disparaît. Elle est remplacée par l'union de deux de ses anciennes républiques, apparaît alors la Serbie-et-Monténégro.
Pour sa première participation aux Jeux, l'équipe du Monténégro féminine de handball devient vice-championne olympique en 2012 et permet ainsi au Monténégro de remporter son unique médaille olympique.
Les athlètes monténégrins participent aux Jeux grâce au Comité olympique monténégrin qui sélectionne les sportifs pouvant concourir aux Jeux d'été et d'hiver.

## Par année
| Année | Médaille d'or, Jeux olympiques | Médaille d'argent, Jeux olympiques | Médaille de bronze, Jeux olympiques | Total |
| ----- | ------------------------------ | ---------------------------------- | ----------------------------------- | ----- |
| 2008  | 0                              | 0                                  | 0                                   | 0     |
| 2012  | 0                              | 1                                  | 0                                   | 1     |
| 2016  | 0                              | 0                                  | 0                                   | 0     |
| 2020  | 0                              | 0                                  | 0                                   | 0     |
| Total | 0                              | 1                                  | 0                                   | 1     |

| Année | Médaille d'or, Jeux olympiques | Médaille d'argent, Jeux olympiques | Médaille de bronze, Jeux olympiques | Total |
| ----- | ------------------------------ | ---------------------------------- | ----------------------------------- | ----- |
| 2010  | 0                              | 0                                  | 0                                   | 0     |
| 2014  | 0                              | 0                                  | 0                                   | 0     |
| 2018  | 0                              | 0                                  | 0                                   | 0     |
| 2022  | 0                              | 0                                  | 0                                   | 0     |
| Total | 0                              | 0                                  | 0                                   | 0     |

## Par sport
| Place | Sport    | Médaille d'or, Jeux olympiques | Médaille d'argent, Jeux olympiques | Médaille de bronze, Jeux olympiques | Total |
| ----- | -------- | ------------------------------ | ---------------------------------- | ----------------------------------- | ----- |
| 1     | Handball | 0                              | 1                                  | 0                                   | 1     |
| Total | Total    | 0                              | 1                                  | 0                                   | 1     |

## Porte-drapeau
| # | Année | Saison | Porte-drapeau         | Sport      |
| - | ----- | ------ | --------------------- | ---------- |
| 6 | 2018  | Hiver  | Jelena Vujičić (en)   | Ski alpin  |
| 5 | 2016  | Été    | Bojana Popović        | Handball   |
| 4 | 2014  | Hiver  | Tarik Hadžić (en)     | Ski alpin  |
| 3 | 2012  | Été    | Srđan Mrvaljević (en) | Judo       |
| 2 | 2010  | Hiver  | Bojan Kosić (en)      | Ski alpin  |
| 1 | 2008  | Été    | Veljko Uskoković      | Water polo |